# Rahrowan-Minarett
Das Rahrowan-Minarett (persisch مناره رهروان Menare Rahrowan, IPA:  [mɛnɑɾɛ ɾæhɾovɑn]) ist ein historisches Minarett in der iranischen Provinz Isfahan, 6 km nordöstlich der Stadt Isfahan. Das 30 m hohe Bauwerk stammt aus der Seldschuken-Ära. Es besteht in seiner ursprünglichen Form, aber seine Inschriften wurden schwer beschädigt. Es ist viertälteste Minarett in der Provinz Isfahan nach dem Ali-Minarett, Sarban-Minarett und Siyar-Minarett. Seine Dekorationen sind einfach. In einen Rautenstreifen rund um das Minarett wurden die Namen Mohammed und Ali mehrmals eingeschrieben.
An der Spitze des Minaretts befindet sich ein Fenster für den Muezzin und für Signalfeuer zur Orientierung der Karawanen und Reisenden in der Wüste.